# Рабат (скидка)
Раба́т, реба́т, ребе́йт, рибе́йт (англ. rebate — скидка, уступка; от нем. Rabatt, от итал. rabatto) (в российской практике — ретро—бонус) — скидка с цены товара, предоставляемая в виде процента или определённой суммы при закупке товара крупными партиями.
Рибейт в области стимулирования продаж — возврат покупателю части стоимости товара (услуги) после предъявления доказательства покупки товара или услуги (как правило, свыше некоторого установленного порога). Рибейт (или ретро-бонус) чаще предлагается крупными компаниями своим дистрибьюторам и дилерам (обычно в зачёт следующих покупок), реже — конечным потребителям.
Рибейт в торговом мореплавании — скидка с тарифа, представляемая судовладельцами грузоотправителям за отправку ими грузов только на судах судовладельца.
Рибейт на валютном рынке FOREX (Форекс) — это возврат части спреда или иной комиссии брокера. Всего русскоязычных рибейт-сайтов и компаний больше десятка.
С 2011 года ребейт функционирует и в сфере интернет-торговли. Позиционируется как «товарный ребейт» и предоставляет возможность своим клиентам получать скидки в виде компенсации цены доставки товара, приобретенного у магазинов-партнеров.